# Makalata didelphoides
Makalata didelphoides (бразильський голчастий деревний щур) — вид гризунів родини щетинцевих. 

## Поширення, поведінка
Зустрічається у Венесуелі, Гаяні, Суринамі, Французькій Гвіані, Бразилії та Болівії. Полюбляє займати низовини сезонно затоплюваних тропічних вічнозелених лісів. Також часто населяє вторинні ліси й сади. Веде суворо нічний спосіб життя, живе в порожнинах дерев, харчується насінням, максимальний розмір приплоду - двоє дитинчат. 

## Морфологія
Морфометрія двох зразків. Довжина голови й тіла: 238 і 264 довжина хвоста: 195 і 220, довжина задньої ступні: 35 і 44, довжина вуха: 18 і 19 мм, вага: 300 грамів.
Опис. Спина пухнаста із сильною домішкою голок. Хвіст у шерсті на 30 см від основи, інша частина хвоста рідко вкрита шерстю. Спина темно-коричнева, живіт сіро-коричневий.

## Загрози та охорона
Серйозних загроз для виду немає. Знаходиться в кількох природоохоронних територіях, у тому числі Національному парку Мадіді в Болівії.